# ハレ市電
ハレ市電（ドイツ語: Straßenbahn Halle (Saale)）は、ドイツの都市であるハレ（ザーレ）やその周辺都市を結ぶ路面電車。1891年に電化が行われた、2021年時点で現存するドイツおよびヨーロッパにおける最古の路面電車路線で、2021年現在はシュタットベルケ・ハレの傘下企業であるハレ交通会社（Hallesche Verkehrs-AG、HAVAG）によって運営されている。

## 歴史
現在のハレ市電のルーツは、1882年に開通したハレ軌道（Hallesche Straßenbahn）が運営する馬車鉄道であった。この馬車鉄道は赤色を用いた車体塗装から「赤鉄道（Rote Bahn）」と呼ばれていた。一方、1889年には新たにハレ郊外鉄道（Stadtbahn Halle）が運営する馬車鉄道が開通し、緑色の車体を有することから「緑鉄道（Grüne Bahn）」とも呼ばれたこの馬車鉄道は従来のハレ軌道と競合関係となった。それを受け、同社は1890年に路線電化を目的に電機メーカーのAEGの傘下企業となり、翌1891年4月24日、ドイツおよびヨーロッパにおける初の本格的な路面電車の営業運転が始まった。この電化は成功を収め、以降ドイツ各地に路面電車路線が開通する原動力となった他、ハレ市内においてもハレ軌道が路線の電化を実施する要因になった。その後、両社は1917年に合併し、ハレ都市軌道（Städtischen Straßenbahn Halle）となった後、1929年以降はハレ市が運営する公営路線（Werke der Stadt Halle、WEHAG）に改められた。

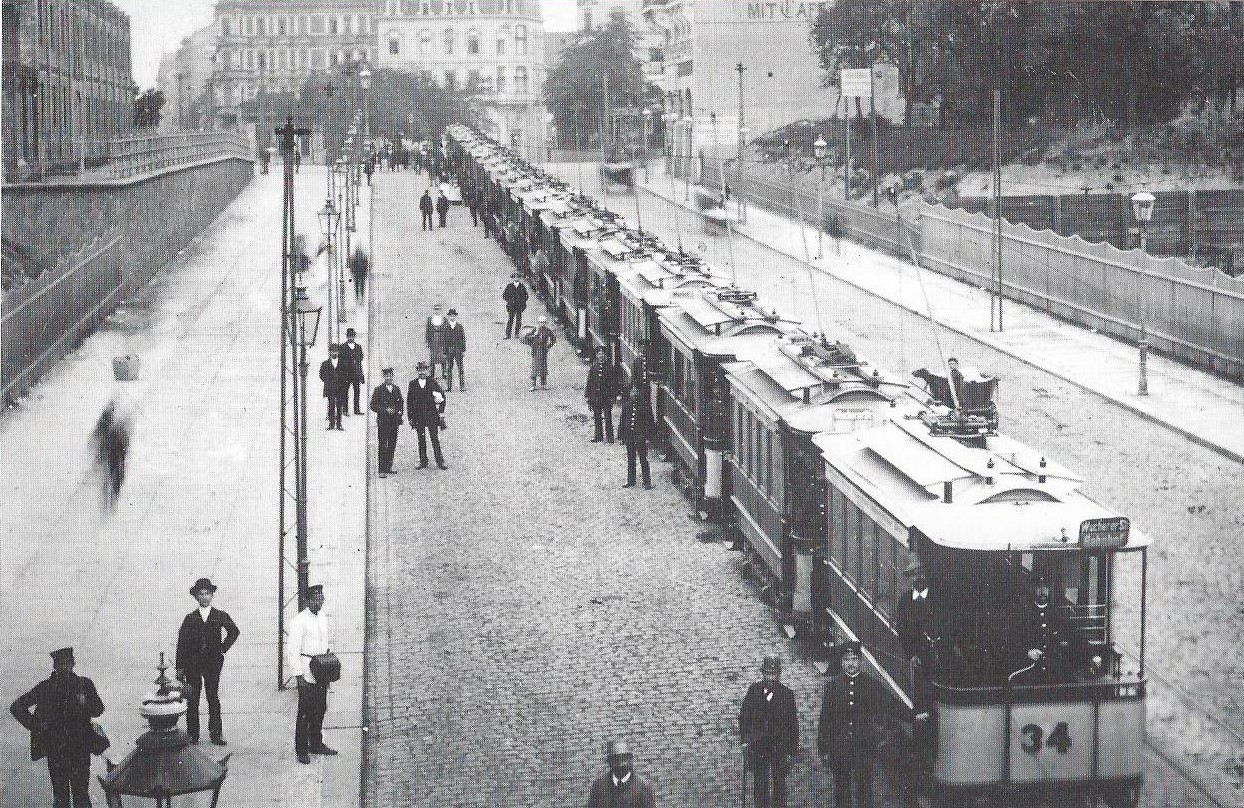
電化初年のハレ市電（1891年撮影）

一方、これらとは別に1902年にはハレとメルゼブルク（Merseburg）を結ぶ都市間路面電車路線が開通し、開通当初はハレ - メルゼブルク電気軌道（Elektrische Straßenbahn Halle–Merseburg）、1918年以降はメルゼブルク陸路鉄道（Merseburger Überlandbahn AG、MÜBAG）によって運営された。その後ロイナ（Leuna）への延伸が行われたこの路線がハレ市の管理下に置かれたのは第二次世界大戦後、東ドイツ成立以降の1951年であった。
東ドイツ時代、1960年代までは一部の路線の廃止もあったが、1970年代以降は再度の延伸が行われ、特に1971年にバート・デュレンベルク（Bad Dürrenberg）へと延伸した5号線は営業キロ30.7 kmとなり、東ドイツにおける最長の路面電車路線となった他、1980年代にはこの5号線を用いた貨物輸送も行われていた。車両面についても1969年からチェコスロバキア（現：チェコ）製のタトラカー（タトラT4）の導入が長期に渡って実施された。
ドイツ再統一直前の1990年にハレ交通会社（HAVAG）の運営へと移管されたハレ市電は、再統一後のモータリーゼーションの進展やハレ自体の人口減が要因となった利用客減少に見舞われながらも引き続き重要な交通機関として認識されており、1998年にはノイシュタット（Neustadt）方面への新路線の建設プロジェクトが開始され翌1999年以降2012年までに順次開通した他、既存の路線についても大規模な近代化が進められている。それに先立つ1992年からはバリアフリーに適した超低床電車の導入が開始され、以降順次増備を行う事で長年使用されたタトラカーの置き換えが進んでいる。

## 系統
2021年現在、ハレ市電には以下の13系統が存在する。大半の系統はハレ市内を走行するが、5号線については前述のとおりハレと近隣地域であるメルゼブルクやバート・デュレンベルクを結ぶ。
| 系統番号 | 起点            | 終点                   | 備考                       |
| -------- | --------------- | ---------------------- | -------------------------- |
| 1        | Frohe Zukunft   | Südstadt               |                            |
| 2        | Soltauer Straße | Beesen                 |                            |
| 3        | Trotha          | Beesen                 |                            |
| 4        | Kröllwitz       | Hauptbahnhof           |                            |
| 5        | Kröllwitz       | Bad Dürrenberg         |                            |
| 7        | Kröllwitz       | Büschdorf              |                            |
| 8        | Trotha          | Elsa-Brändström-Straße |                            |
| 9        | Göttinger Bogen | Hauptbahnhof           | 10号線とは経由区間が異なる |
| 10       | Göttinger Bogen | Hauptbahnhof           | 9号線とは経由区間が異なる  |
| 12       | Trotha          | Hauptbahnhof           |                            |
| 16       | Göttinger Bogen | Beesen                 |                            |

## 車両

### 現有車両
2021年現在、ハレ市電で営業運転に使用されている車両は以下の通り。タトラT4D-C・タトラB4D-Cを除いた車両は低床車両およびVVVFインバータ制御である。
- タトラT4D-C・タトラB4D-C - チェコスロバキア（現：チェコ）のČKDタトラが生産したタトラカーと呼ばれる路面電車車両のうち、ハレ市電を始めとする車両限界が狭い路線に適した形式。ハレ市電には1969年から1986年に渡って長期の導入が行われ、1990年代から2000年代にかけては大規模な更新工事が実施された。2021年現在営業運転に使用されているのはこの更新車両で、前年の2020年に営業運転から撤退したものの新型コロナウイルス感染症（COVID-19）の影響による混雑緩和を目的に2021年5月から復帰したものであり、3両編成1本（T4D-C + T4D-C + B4D-C）がラッシュ時の運用に就いている[16][3][11][12][17][18]。
- MGT6D - 1996年から2001年にかけて導入された3車体連接車。ハレ市電における初の超低床電車で、中間車体に車軸を持たないEEF台車を用い、車内の大半を床上高さ350 mmに抑えている。2021年現在は60両が在籍するが、2020年代後半以降後継車両による置き換えが計画されている[16][3][19][20]。
- MGTK - ボンバルディア・トランスポーテーション（現：アルストム）が展開する超低床路面電車ブランドであるフレキシティ・クラシックの1形式。前方の車体が長い片運転台式の2車体連接車で2021年現在は30両が在籍しており、連結運転も行われる[16][21][13]。
- MGTK-2 - 収容力の増加や換気システムの改善、バリアフリーの向上など、MGTKを改良した増備車。2013年以降12両が導入された[16][13]。

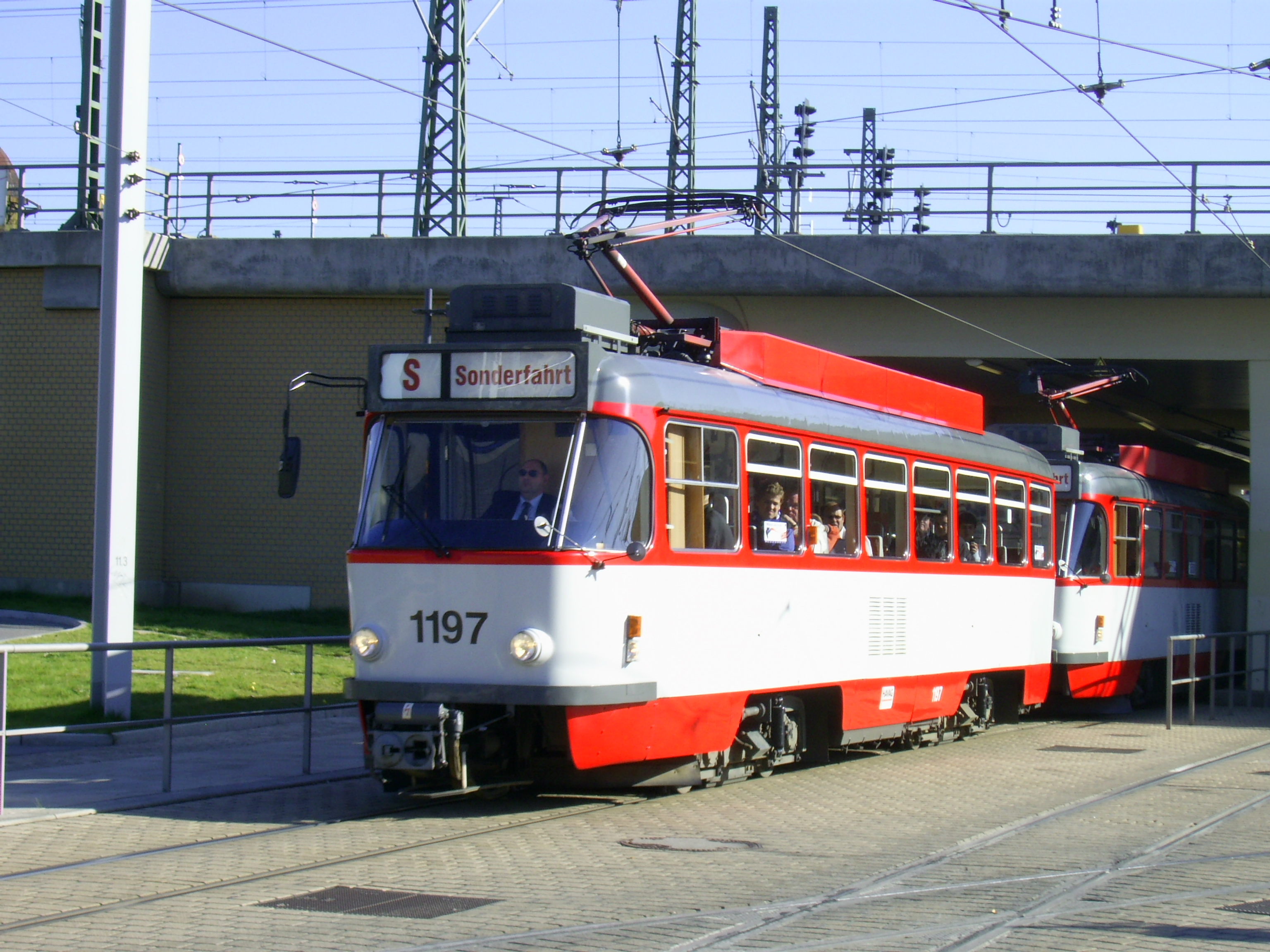
T4D-C（2007年撮影）
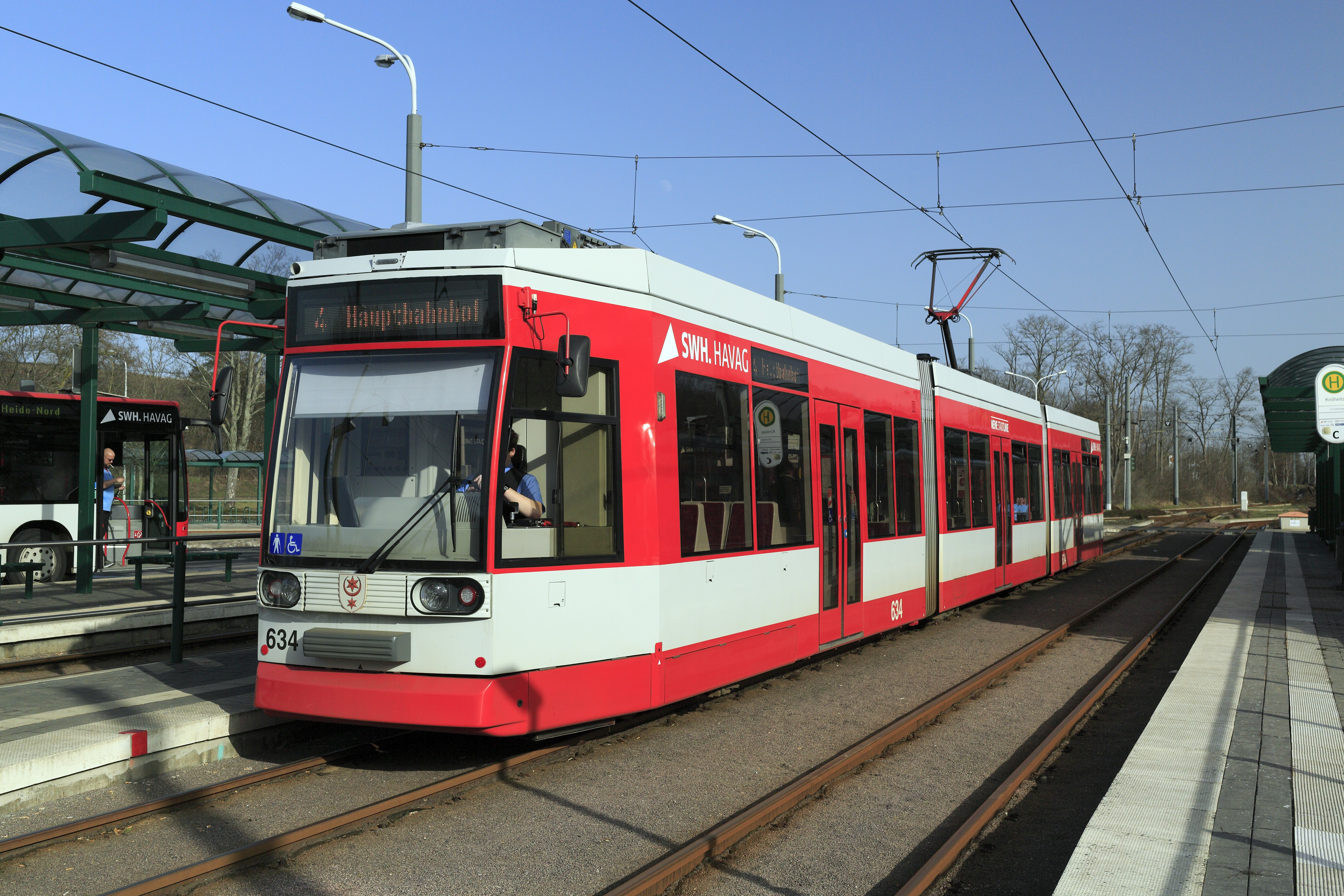
MGT6D（2021年撮影）
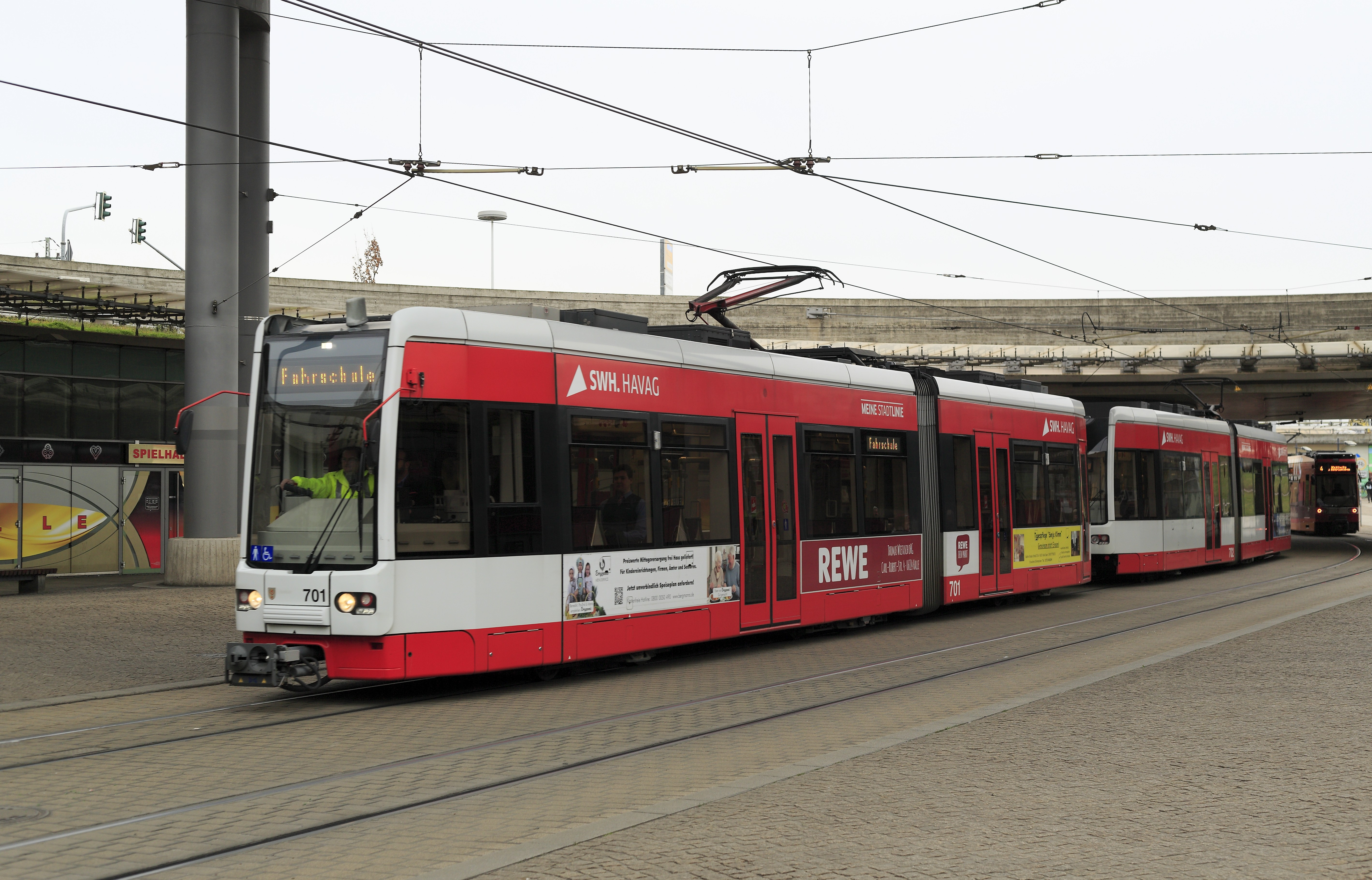
MGTK（2020年撮影）
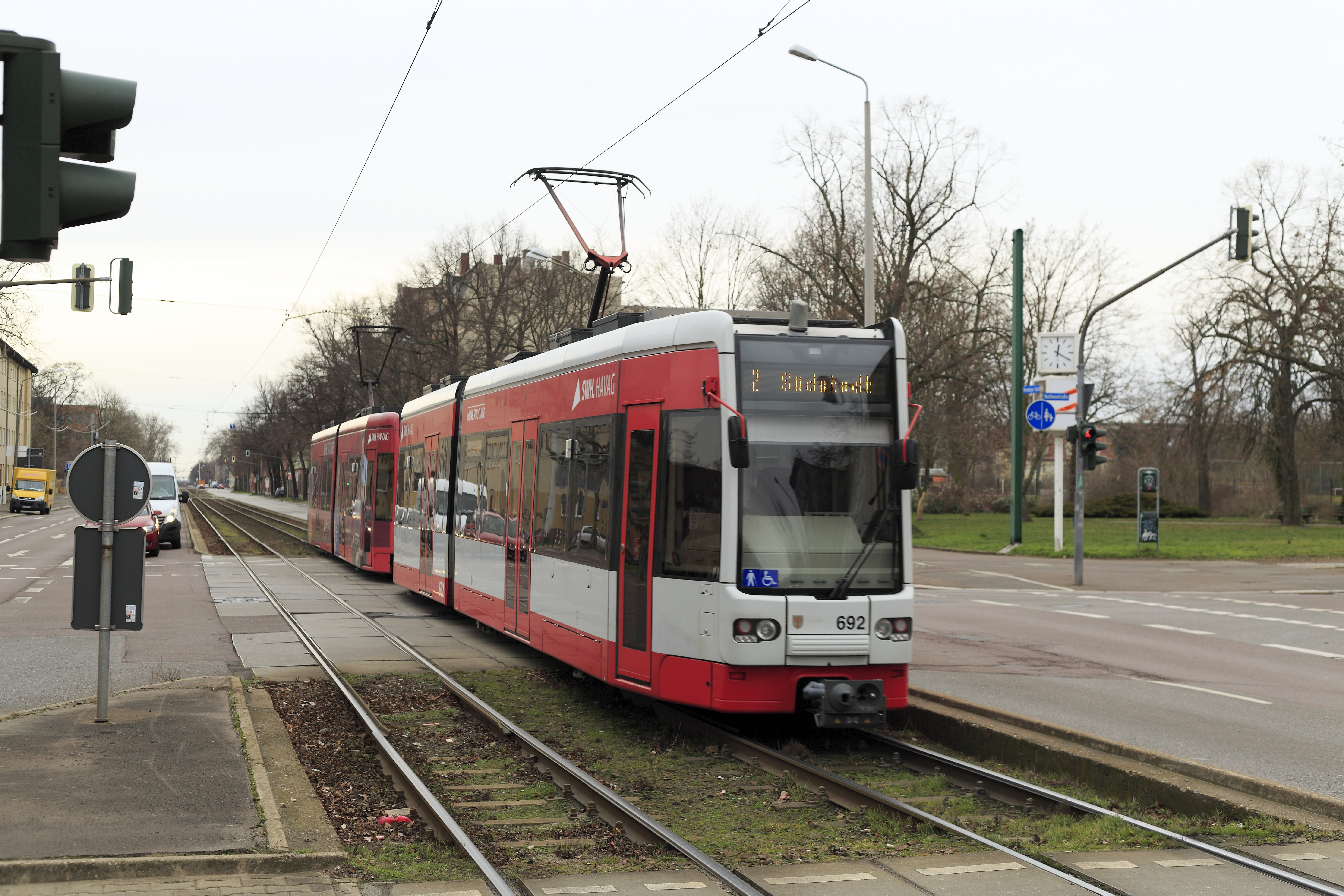
MGTK-2（2020年撮影）

### 主要諸元
| ハレ市電 営業用車両 主要諸元 | ハレ市電 営業用車両 主要諸元 | ハレ市電 営業用車両 主要諸元 | ハレ市電 営業用車両 主要諸元 | ハレ市電 営業用車両 主要諸元 | ハレ市電 営業用車両 主要諸元 | ハレ市電 営業用車両 主要諸元 | ハレ市電 営業用車両 主要諸元 | ハレ市電 営業用車両 主要諸元 | ハレ市電 営業用車両 主要諸元 | ハレ市電 営業用車両 主要諸元 |
| 形式                         | 全長                         | 全長                         | 全幅                         | 重量                         | 速度                         | 定員                         | 定員                         | 出力                         | 出力                         | 備考                         |
| 形式                         | 全長                         | 車体長                       | 全幅                         | 重量                         | 速度                         | 着席                         | 立席                         | 主電動機                     | 車両                         | 備考                         |
| ---------------------------- | ---------------------------- | ---------------------------- | ---------------------------- | ---------------------------- | ---------------------------- | ---------------------------- | ---------------------------- | ---------------------------- | ---------------------------- | ---------------------------- |
| T4D-C                        | 14,950mm                     | 14,000mm                     | 2,200mm                      | 17t                          | 55km/h                       | 26人                         | 47人                         | 43kw                         | 172kw                        |                              |
| B4D-C                        | 14,950mm                     | 14,000mm                     | 2,200mm                      | 13.5t                        | 55km/h                       | 28人                         | 56人                         | -                            | -                            |                              |
| MGT6D                        | 29,860mm                     | 28,620mm                     | 2,300mm                      | 32.0t                        | 70km/h                       | 64人                         | 82人                         | 105kw                        | 420kw                        | 3車体連接車                  |
| MGTK                         | 21,920mm                     | 20,540mm                     | 2,300mm                      | 27.0t                        | 70km/h                       | 46人                         | 60人                         | 85kw                         | 340kw                        | 2車体連接車                  |
| MGTK-2                       | 21,920mm                     | 20,540mm                     | 2,300mm                      | 27.0t                        | 70km/h                       | 46人                         | 60人                         | 85kw                         | 340kw                        | 2車体連接車                  |

### 保存車両

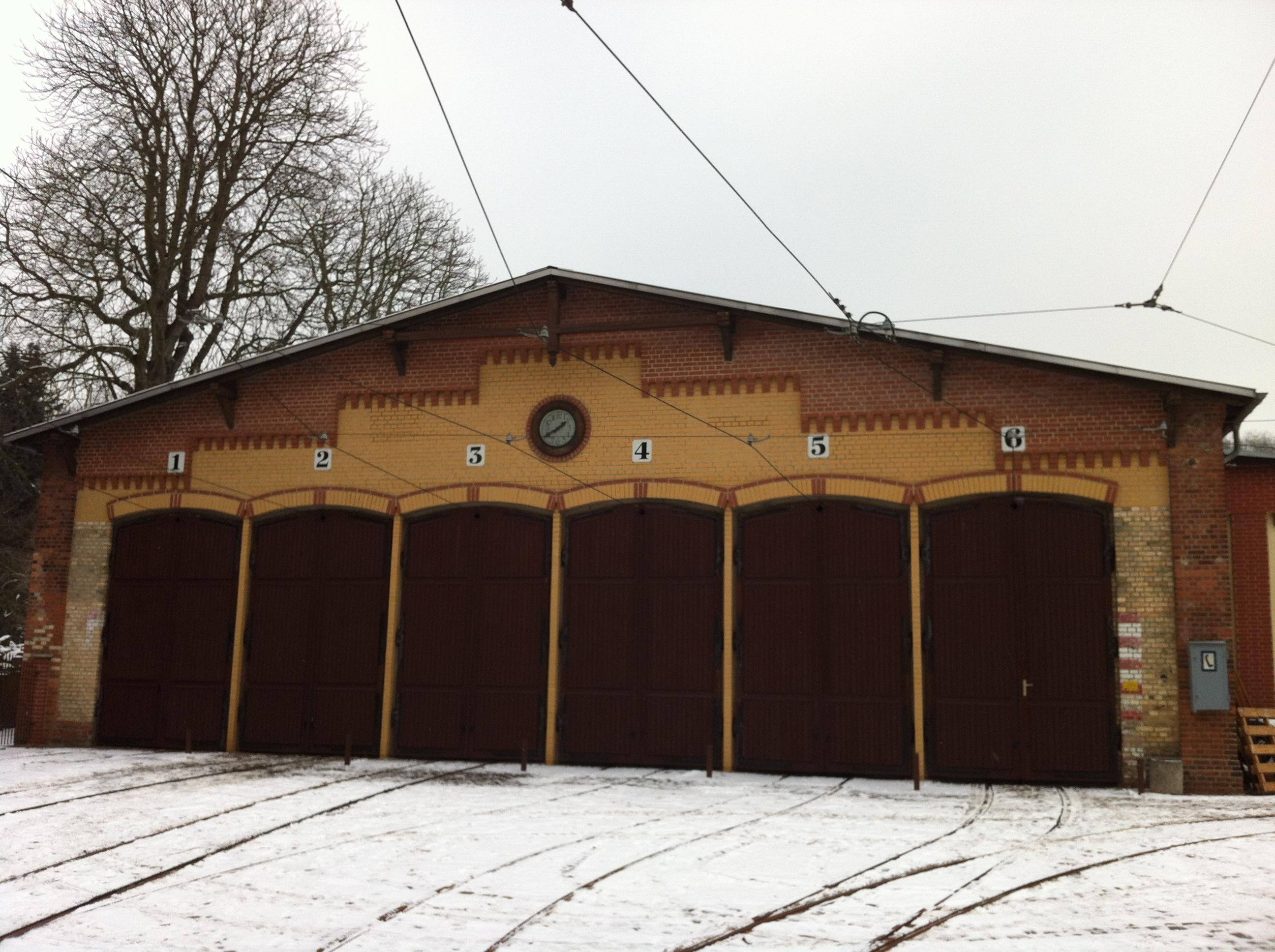
路面電車博物館（2013年撮影）

ハレ市電で使用された車両の一部はゼーベナー通り（Seebener Straße）に位置する路面電車博物館（Historisches Straßenbahndepot）に保存されており、ハレ路面電車友の会（Hallesche Straßenbahnfreunde e.V.）による維持・管理が行われている。また、保存車両の中には動態保存されているものも存在し、特定のルートを経由する保存運転に加え貸切運転にも対応している。

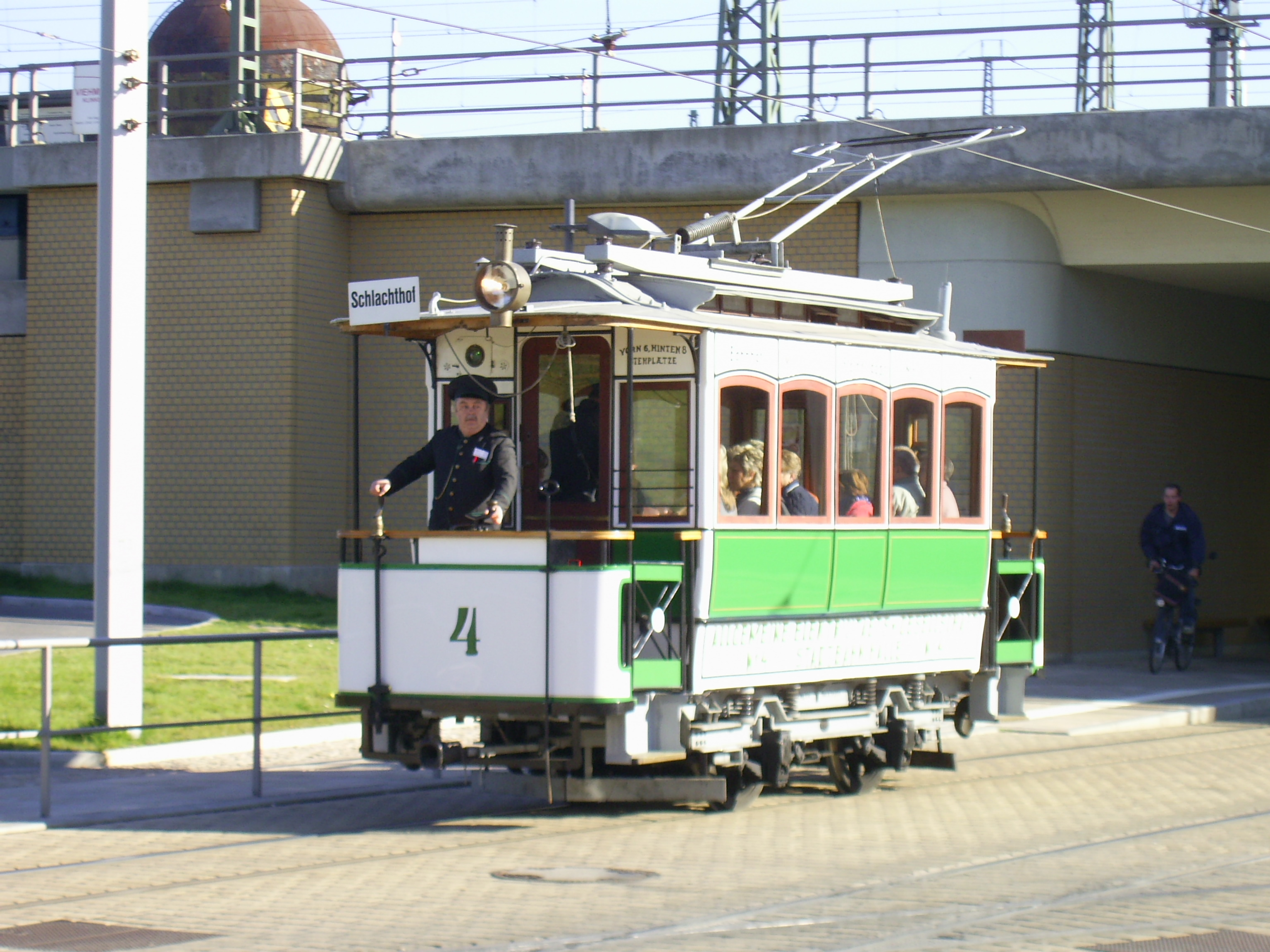
4 1904年製の2軸車
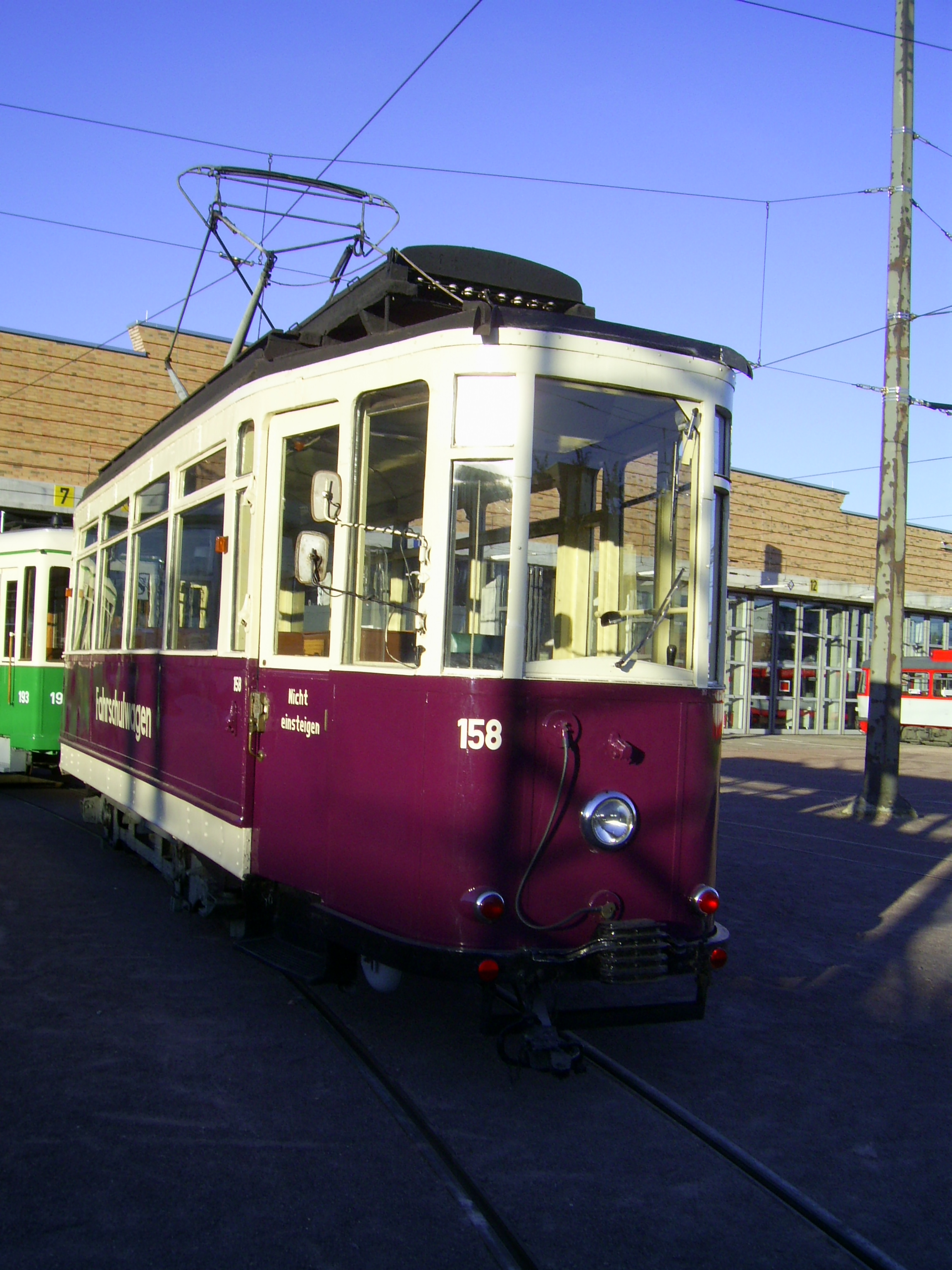
158 1926年製の2軸車
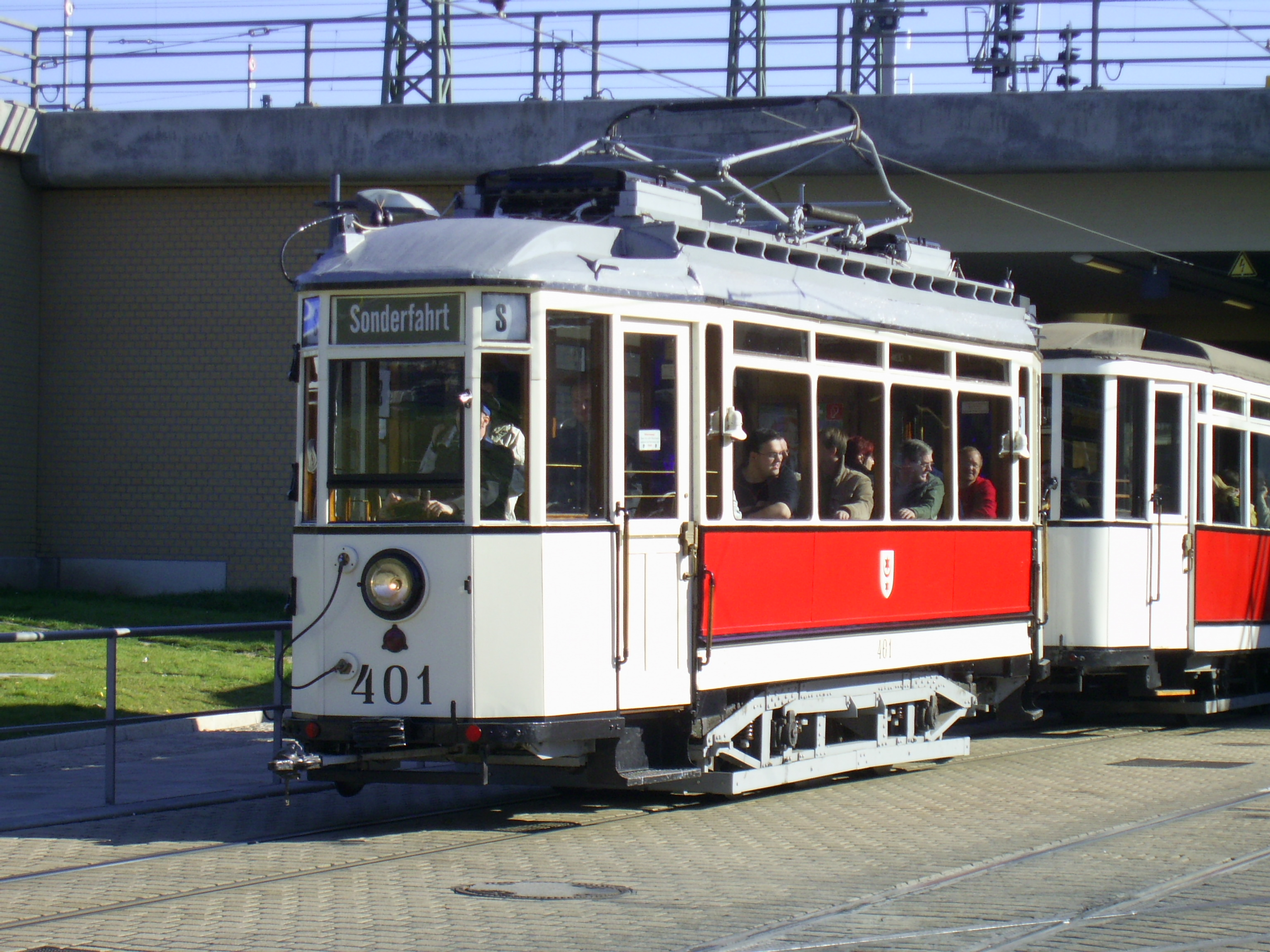
158 1928年製の2軸車
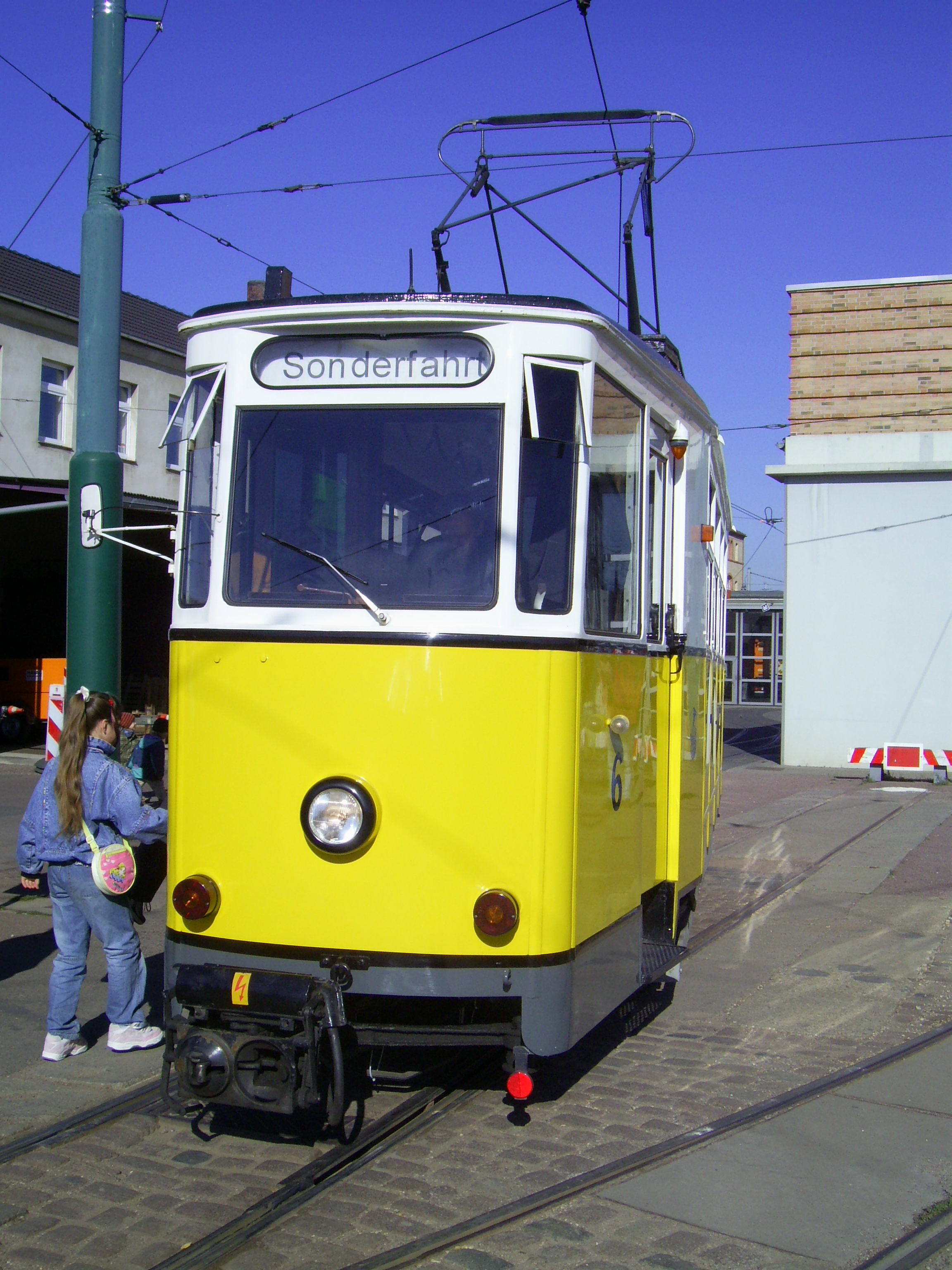
6 1938年製の2軸車
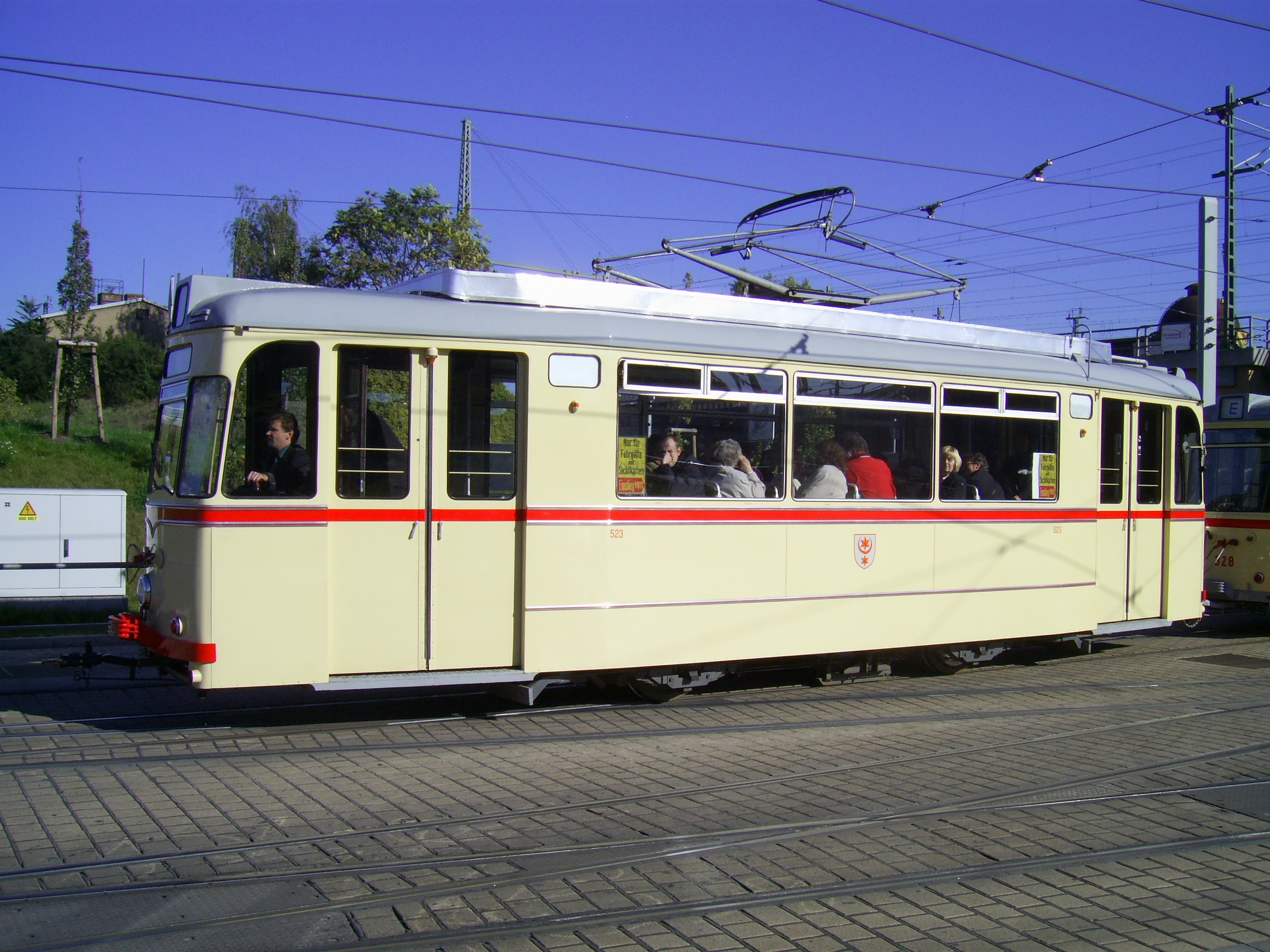
523 1961年製の2軸車（ゴータカー）
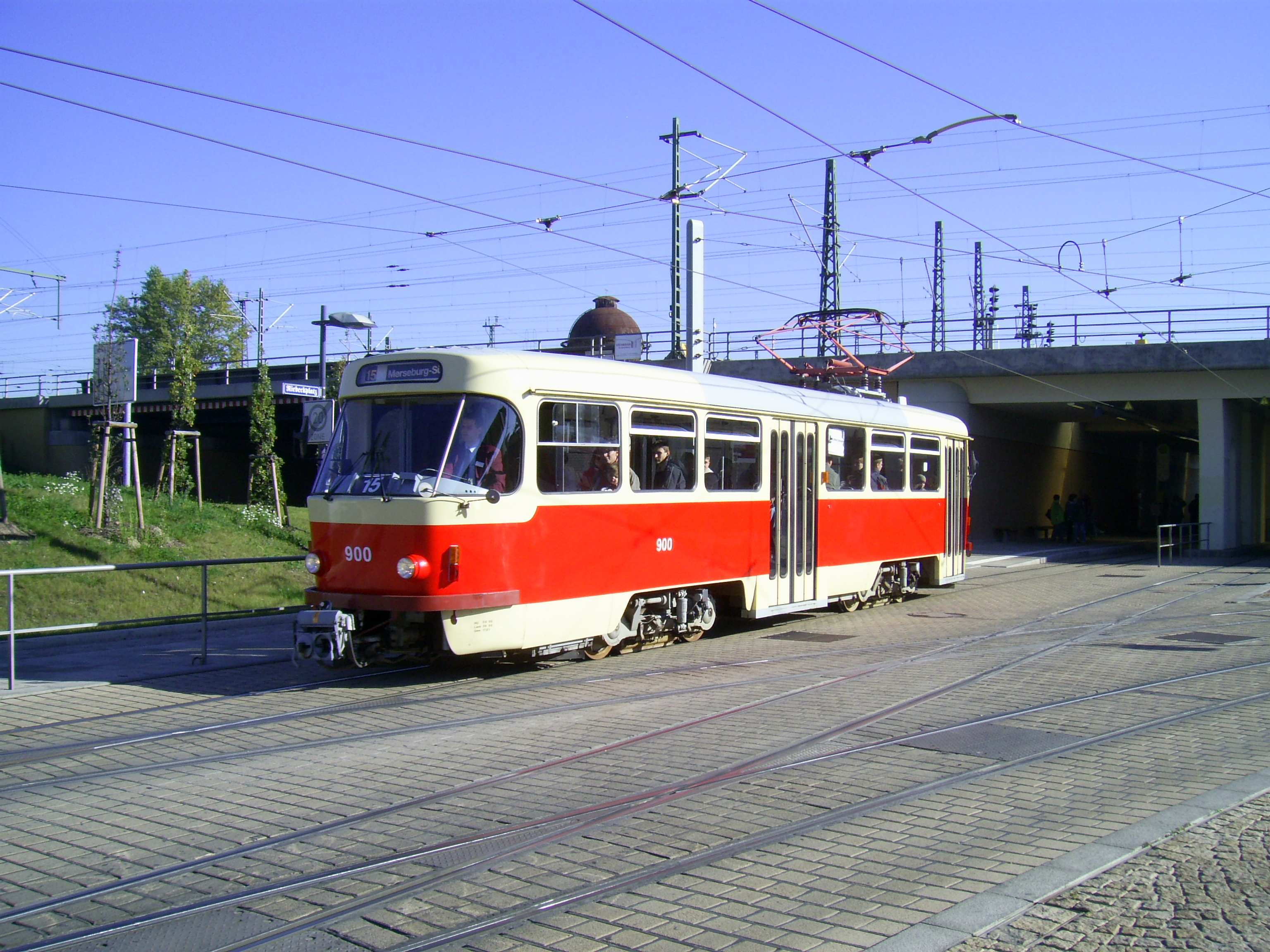
900 タトラT4の両運転台改造車

## 今後の予定
- シュタットバーン・ハレ - ハレ交通では2013年以降路面電車の軌道の車道からの分離を始めとした高速化計画「シュタットバーン・ハレ（STADTBAHN Halle）」を進めている。これは列車の高速化のみならず騒音の抑制、施設の近代化、必要車両数の削減などを目的としており、同年以降3段階を経て1号線（2015年 - ）、5号線（2015年 - ）、3・8号線（2020年代）の走行区間における工事が進行している[26][27][28]。
- 新型車両 - 2021年、ハレ交通会社はMGT6Dの置き換えを目的に新型路面電車の導入に関する入札を実施し、翌2022年8月にスイスのシュタッドラー・レールが計56両分の契約権を獲得した。同社が製造予定の車両は超低床電車の「ティナ（TINA）」で、全長30 m・定員166人（着席64人）のMGT-Mを39両、全長45m・定員267人（着席96人）のMGT-XLを17両製造する事になっている。製造は2024年から始まり、営業運転開始は2025年末を予定している[19][29]。

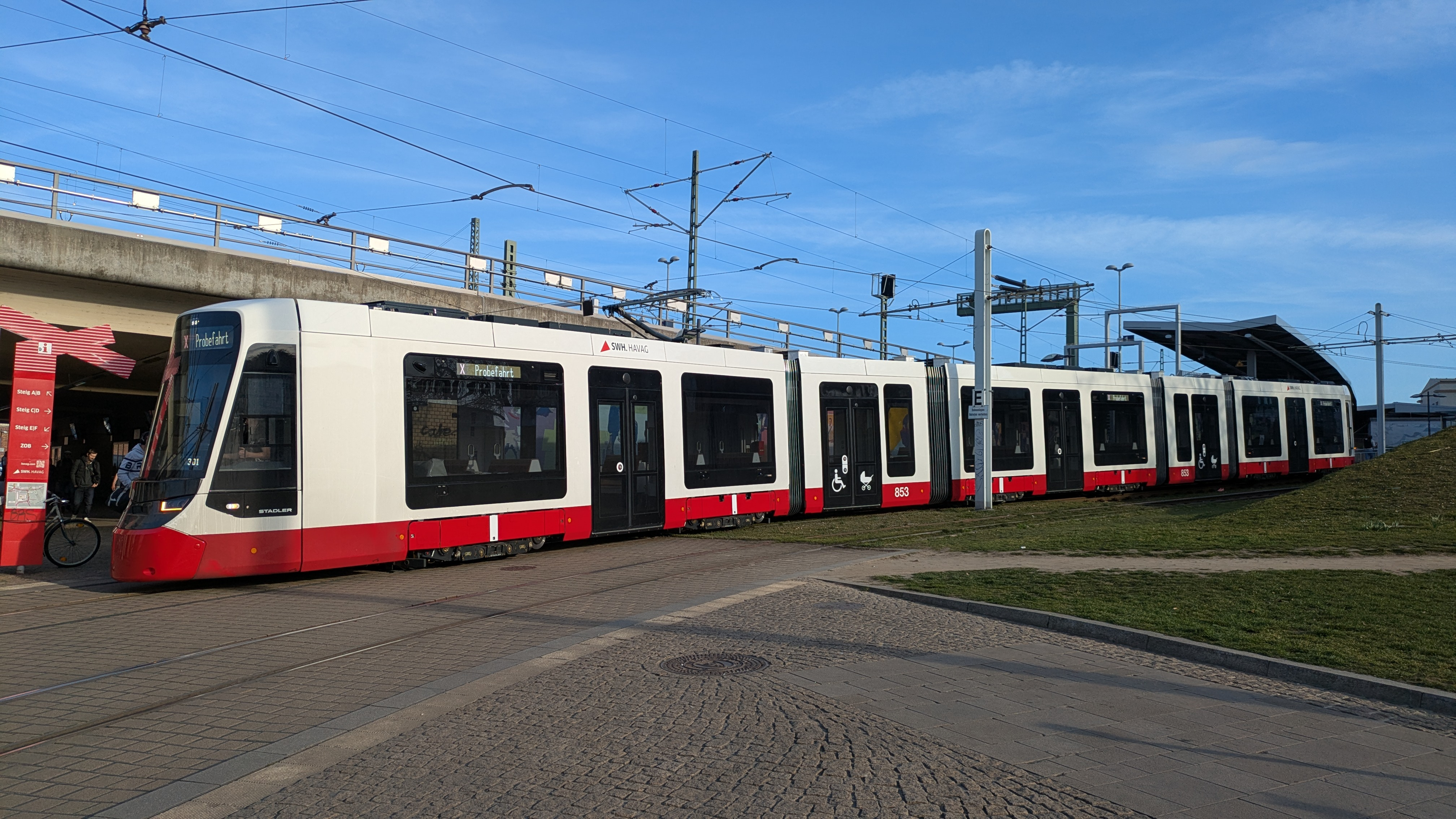
ティナ（MGT-XL）（2025年撮影）

## 参考資料
- 寺迫剛「コンパクトシティとしてのザクセン・アンハルト州ハレ市」『早稲田政治公法研究』第96巻、早稲田大学大学院政治学研究科、2011年、43-58頁、ISSN 02862492、NAID 40018817678、2021年7月1日閲覧。